# Tanacetum haradjanii
Espèce
Classification phylogénétique
Tanacetum haradjanii, la Tanaisie argentée, est une espèce de plante à fleurs de la famille des Astéracées.
C'est une plante herbacée.

## Synonyme
- Chrysanthemum haradjanii